# فریدون جم
فریدون جم (۲۰ شهریور ۱۲۹۳ – ۴ خرداد ۱۳۸۷) فرزند محمود جم، ارتشبد ارتش ایران و از چهره‌های تحصیل‌کرده و نزدیک به حکومت رضا شاه و محمدرضا شاه پهلوی بود.

## زندگی‌نامه
فریدون جم در سال ۱۲۹۳ خورشیدی در تبریز به دنیا آمد، پدرش محمود جم (مدیرالملک) از مدیران دوره قاجار و به دلیل زباندانی از اعضای محلی سفارتخانه‌های اروپایی بود، او بعد از کودتای ۳ اسفند ۱۲۹۹ وارد دولت شد و بعدها در حکومت رضاشاه  به ریاست دولت و وزارت دربار رسید.
ارتشبد جم تحصیلات ابتدایی و متوسطه را در تهران و پاریس تکمیل کرد و برخلاف میل و اصرار پدرش به مدرسه نظامی سن-سیر فرانسه رفت. به گفته خودش، از هشت سالگی عاشق نظام بود، پس از اسم‌نویسی در دانشکده افسری علاقه‌ای هم به بازگشت به ایران نداشت و می‌خواست در ارتش فرانسه خدمت کند. اما رضاشاه با مناسب تشخیص دادن وی برای همسری دخترش، به محمود جم (نخست‌وزیر) دستور داد که پسرش را به تهران احضار کند. فریدون جوان با اکراه مجبور به اطاعت امر شد و تحصیلات خود را در دانشکده افسری تهران تکمیل کرد، در سال ۱۳۱۶ با درجه ستوان دومی فارغ‌التحصیل شد و یک سال بعد با شمس پهلوی، خواهر بزرگ‌تر محمدرضا پهلوی ازدواج کرد.
فریدون جم به همراه دیگر اعضا خانواده پهلوی از جمله همراهان رضاشاه در دوران تبعید در جزیره موریس و ژوهانسبورگ بود و در این دوران روابط نزدیکی با وی داشت.
با مرگ رضاشاه در ژوهانسبورگ در سال ۱۳۲۳ فریدون هم به ایران بازگشت و به ازدواج مصلحتی خود با شمس پهلوی خاتمه داد و خود را وقف زندگی نظامی کرد.
فریدون جم دانشگاه جنگ را در انگلستان گذراند و با درجه سرتیپی فرمانده دانشکده افسری شد. او آن دانشکده را بر اساس مدل کشورهای غربی به صورت نهاد آموزش نظامی مدرن و پیشرفته‌ای درآورد. پس از دانشکده افسری، فریدون جم مدارج فرماندهی را سپری کرد تا با درجه سپهبدی جانشین رئیس (قائم مقام) ستاد بزرگ ارتشتاران شد.
در اردیبهشت ماه سال ۱۳۴۸، به دنبال بالاگرفتن اختلافات مرزی ایران و عراق در اروندرود که به برکناری چندتن از فرماندهان ارشد ارتش ایران، از جمله ارتشبد بهرام آریانا رئیس ستاد بزرگ ارتشتاران منجر شد، سپهبد فریدون جم به جای او منصوب شد و چند ماه بعد درجه ارتشبدی گرفت.
در این مقام هم ارتشبد جم سعی کرد که با استفاده از تجربیات و معلومات نظامی و مدیریتی خود، سازمان ارتش ایران را دگرگون کند و تا حد زیادی هم در این راه موفق شد اما به‌دلایلی از جمله عدم اختیارات کافی، با شاه دچار اختلاف شد.
سرانجام پس از چند بار برخوردهای کاری با شاه در تیرماه سال ۱۳۵۰ از ریاست ستاد ارتش برکنار شد و چندماه بعد به عنوان سفیر به اسپانیا رفت.
در طول شش سال سفارت در مادرید، ارتشبد جم که اضافه بر فارسی و ترکی آذربایجانی، به زبانهای انگلیسی و فرانسوی هم تسلط کامل داشت، اسپانیایی را چنان فرا گرفت که توانست سروده‌های فریدون توللی شاعر ایرانی را به آن زبان ترجمه و منتشر کند.
ارتشبد جم که در سال ۱۳۵۲ از ارتش بازنشسته شد، یک سال قبل از پیروزی انقلاب ۱۳۵۷ در ایران، دوران سفارتش هم به پایان رسید و به اتفاق همسرش فیروزه و تنها فرزندش کامران مقیم لندن شد و دوران بازنشستگی کامل خود را آغاز کرد.
فریدون جم در ۱۳۵۷ توسط دولت شاپور بختیار چند بار برای عضویت در هیئت دولت دعوت شد و مذاکراتی را نیز با شاه انجام داد اما به‌دلیل نداشتن اختیارات کافی در وزارت دفاع، حاضر به پذیرش این پست نشد. او همچنین بیانیهٔ بی‌طرفی ارتش در ۲۲ بهمن ۱۳۵۷ را از لحاظ حقوقی خلاف موازین می‌دانست. وی از مقاماتی در دوران سلطنت پهلوی بود که پس از انقلاب نیز خوشنام باقی‌ماند. او در سال‌های پس از انقلاب از جهت‌گیری‌های سیاسی پرهیز کرد اما در دوران جنگ به حمایت از نیروهای مسلح ایران پرداخت.
وی در روز ۴ خرداد ۱۳۸۷ در سن ۹۴ سالگی در شهر لندن درگذشت.